# Fillaeopsis discophora

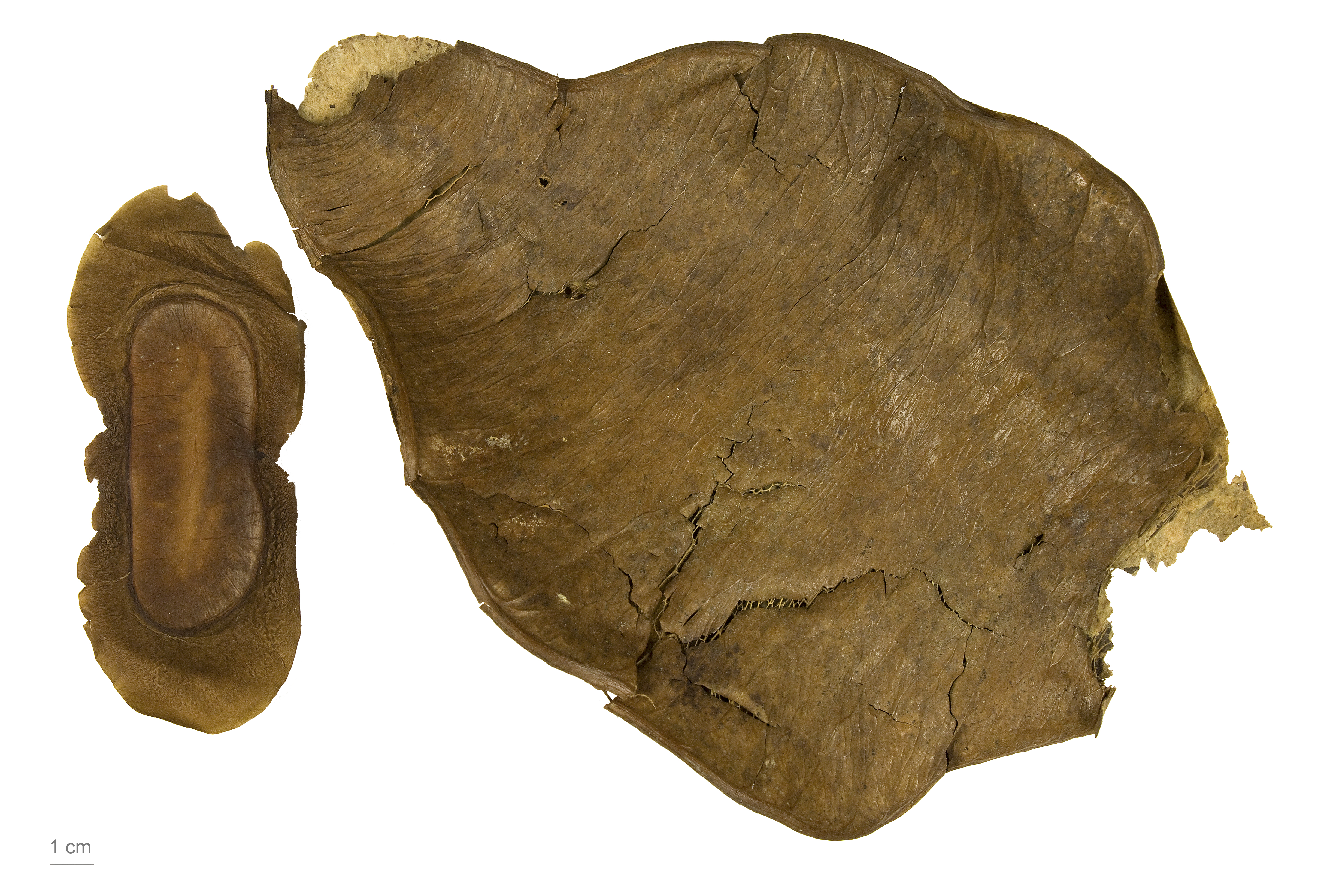
Fillaeopsis discophora

Fillaeopsis es un género monotípico de árbol perteneciente a la familia de las fabáceas.  Su única especie: Fillaeopsis discophora, es originaria de África.

## Descripción
Es un árbol que alcanza un tamaño de 40 m de altura, el tronco de hasta 7 m de largo por 1 ½ m de diámetro, las ramas ampliamente extendidas, de hoja perenne, Se encuentra en la selva alta en el sur de Nigeria y oeste de Camerún, y se extiende a Zaire y Angola.  

## Usos
Medicinales
Usada contra la artritis, reumatismo, etc, generalmente en la curación; desnutrición, anemia, analgésicos.
Fitoquímica
Es una planta venenosa o repelente
- La corteza y la raíz contienen sustancias aromáticas, glucósidos, saponinas, esteroides, y taninos astringentes.

Madera
La madera es de color rojo- marrón, resinosa, muy dura y pesada, no flotante. Usada como material de construcción.

## Taxonomía
Fillaeopsis discophora fue descrita por  Hermann Harms y publicado en Botanische Jahrbücher für Systematik, Pflanzengeschichte und Pflanzengeographie 26: 259, pl. 6. 1899.